# Škoda 15 T

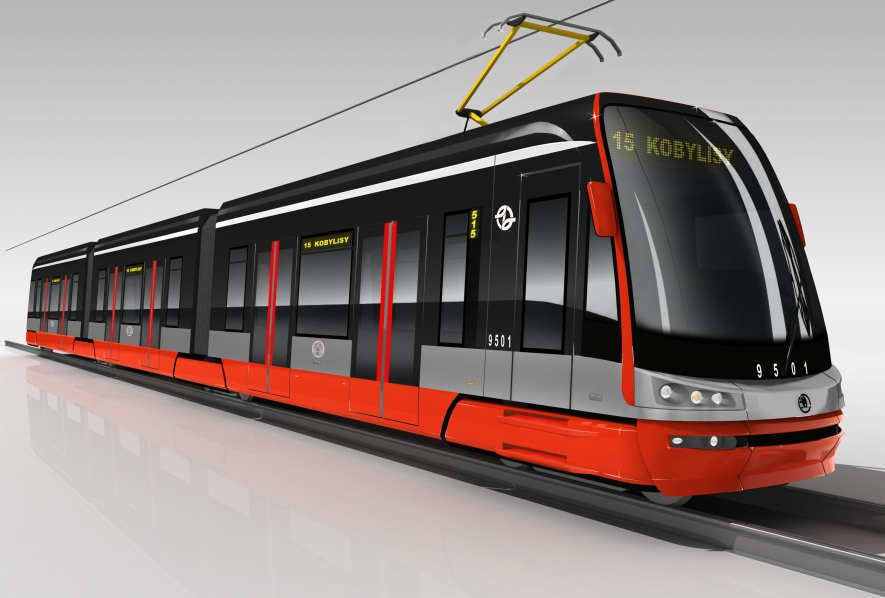
Ilustração digital de um Škoda 15T

Škoda 15T (também conhecido como Škoda ForCity) é um elétrico desenvolvido pela Škoda Works para a Companhia de Transportes de Praga. Após vencer a licitação no valor de 17 bilhões de coroas, a Škoda desenvolveu o modelo entre os anos de 2005 e 2008. Os testes com o primeiro protótipo começaram em 2009, com as primeiras viagens com passageiros realizadas em outubro de 2010. O último dos 250 modelos encomendados está previsto para ser entregue em 2017.